# Sahara-Atlas
Sahara-Atlas är en bergskedja i  den sydöstra delen av Atlasbergen, närmast Sahara. Huvuddelen ligger i Algeriet, men den västligaste delen når in i Marocko och i öster övergår den i Aurèsbergen i gränsområdet till Tunisien.